# Prima o poi l'amore arriva
Prima o poi l'amore arriva, è una raccolta di poesie di Stefano Benni, pubblicato nel 1981 dalla casa editrice Feltrinelli.

## Edizioni
- Stefano Benni, Prima o poi l'amore arriva, collana Universale Economica Feltrinelli, Feltrinelli, 1981,  p. 144, ISBN 978-88-07-88669-0.